# Yamaha V-max
Yamaha V-max är en motorcykel som lanserades 1985. Modellen var starkt influerad av sk. muskelbilar. En "dragracer" fast på två hjul.
Kännetecknande för ursprungsmodellen var vek ram, liten tank, dåliga bromsar, vobbeltendenser vid kurvtagning och en motor som var större och starkare än det mesta. Många olika uppgifter om allt från 130 till 145 hästkrafter mätt på vevaxeln florerar men mätningar visar oftast på strax under 120 hästkrafter på bakhjulet. Det uppstod något av en kult kring motorcykelmodellen som tillverkades nästan oförändrad i över 25 år. 2009 presenterades en uppföljare som bygger på samma design, men är betydligt modernare. Den nya modellen har som utmärkande drag; abs-bromsar, insprutning, katalysator och en nyutvecklad motor på 200 hästkrafter.